# Oecetis fletcheri
Oecetis fletcheri är en nattsländeart som beskrevs av Douglas E. Kimmins 1963. Oecetis fletcheri ingår i släktet Oecetis och familjen långhornssländor. Inga underarter finns listade i Catalogue of Life.